# Кренстон (Роуд Ајланд)
Кренстон (енгл. Cranston) град је у америчкој савезној држави Роуд Ајланд. По попису становништва из 2010. у њему је живело 80.387 становника.

## Демографија
Према попису становништва из 2010. у граду је живело 80.387 становника, што је 1.118 (1,4%) становника више него 2000. године.
| Група             | 2000.          | 2010.          |
| Белци             | 69.104 (87,2%) | 62.055 (77,2%) |
| Афроамериканци    | 2.926 (3,7%)   | 4.226 (5,3%)   |
| Азијати           | 2.599 (3,3%)   | 4.156 (5,2%)   |
| Хиспаноамериканци | 3.613 (4,6%)   | 8.709 (10,8%)  |
| Укупно            | 79.269         | 80.387         |